# Princess Rouge
Princess Rouge (яп. プリンセス・ルージュ Пуринсесу Рюдзу, Принцесса Рюдж) — OVA-сериал в жанре фэнтези на основе оригинального сюжета Аой Такэути. Англоязычная версия OVA известна под названием «Princess Rouge: The Legend of the Last Labyrinth» (Принцесса Руж: Легенда о последнем лабиринте).
На основе сюжета «Princess Rouge» был также выпущен одноименный радиоспектакль.

## Сюжет
Юсуке, ученик старшей школы и круглый сирота, торопясь на занятия, ехал на своём велосипеде по дороге через рощу. Неожиданно он увидел над своей головой необычное атмосферное явление — в ореоле неземного сияния в небе появилась одетая в странное платье девушка. Юсуке видит, что девушка смотрит прямо на него, её губы шевелятся — она пытается ему что-то сказать, но Юсуке не может разобрать ни слова. Затем, в полном соответствии с канонами аниме, девушка теряет сознание и падает ему на голову.
Когда незнакомка приходит в себя, Юсуке выясняет, что та ничего о себе не помнит кроме имени — Рюдж. Живущий в полном одиночестве в съёмной квартире Юсуке предлагает ей остаться у него до тех пор, пока к ней не вернётся память. Однако вскоре в их не всегда мирную совместную жизнь врываются ещё две девушки — Кайдж и Майдж, которые утверждают, что являются сёстрами Рюдж, а все трое они, ни много ни мало — принцессами королевской семьи Преисподней. У потерявшей память принцессы много врагов и в первую очередь некий Регулус, узурпировавший королевский трон и по какой-то причине желающий вернуть её вместе с сёстрами обратно в Преисподнюю.

## Музыкальное сопровождение
Закрывающая тема
- «Last Labyrinth» (Последний лабиринт)[1]
- Исполняет: Сихо Кикути